# Касталія (Північна Кароліна)
Касталія (англ. Castalia) — місто (англ. town) в США, в окрузі Неш штату Північна Кароліна. Населення — 264 особи (2020).

## Географія
Касталія розташована за координатами 36°4′56″ пн. ш. 78°3′27″ зх. д. / 36.08222° пн. ш. 78.05750° зх. д. (36.082279, -78.057597).  За даними Бюро перепису населення США в 2010 році місто мало площу 1,95 км², уся площа — суходіл.

### Клімат
| Клімат : Касталія     | Клімат : Касталія | Клімат : Касталія | Клімат : Касталія | Клімат : Касталія | Клімат : Касталія | Клімат : Касталія | Клімат : Касталія | Клімат : Касталія | Клімат : Касталія | Клімат : Касталія | Клімат : Касталія | Клімат : Касталія | Клімат : Касталія |
| Показник              | Січ.              | Лют.              | Бер.              | Квіт.             | Трав.             | Черв.             | Лип.              | Серп.             | Вер.              | Жовт.             | Лист.             | Груд.             | Рік               |
| Середній максимум, °C | 10,0              | 12,2              | 16,7              | 22,2              | 26,1              | 29,4              | 31,7              | 30,6              | 27,2              | 21,7              | 17,8              | 12,2              | 21,5              |
| Середній мінімум, °C  | −1,7              | −0,6              | 3,3               | 8,3               | 12,8              | 17,8              | 20,0              | 19,4              | 16,1              | 8,9               | 4,4               | −0,6              | 9,1               |
| Норма опадів, мм      | 103               | 92                | 109               | 73                | 110               | 86                | 103               | 98                | 94                | 70                | 77                | 76                | 1089              |
| --------------------- | ----------------- | ----------------- | ----------------- | ----------------- | ----------------- | ----------------- | ----------------- | ----------------- | ----------------- | ----------------- | ----------------- | ----------------- | ----------------- |
| Джерело: Weather.com  |                   |                   |                   |                   |                   |                   |                   |                   |                   |                   |                   |                   |                   |

## Демографія
Згідно з переписом 2010 року, у місті мешкало 268 осіб у 105 домогосподарствах у складі 70 родин. Густота населення становила 137 осіб/км².  Було 125 помешкань (64/км²).
Расовий склад населення:
| - 51,9 % — білих - 37,7 % — чорних або афроамериканців - 2,2 % — корінних американців - 1,9 % — азіатів - 3,7 % — осіб інших рас |

До двох чи більше рас належало 2,6 %. Частка іспаномовних становила 9,0 % від усіх жителів.
За віковим діапазоном населення розподілялося таким чином: 23,5 % — особи молодші 18 років, 60,8 % — особи у віці 18—64 років, 15,7 % — особи у віці 65 років та старші. Медіана віку мешканця становила 40,6 року. На 100 осіб жіночої статі у місті припадало 109,4 чоловіків;  на 100 жінок у віці від 18 років та старших — 103,0 чоловіків також старших 18 років.
Середній дохід на одне домашнє господарство  становив 42 917 доларів США (медіана — 28 750), а середній дохід на одну сім'ю — 45 608 доларів (медіана — 38 750). За межею бідності перебувало 24,0 % осіб, у тому числі 16,4 % дітей у віці до 18 років та 15,6 % осіб у віці 65 років та старших.
Цивільне працевлаштоване населення становило 124 особи. Основні галузі зайнятості: будівництво — 21,0 %, освіта, охорона здоров'я та соціальна допомога — 16,9 %, оптова торгівля — 12,1 %, виробництво — 12,1 %.